# Weikertsham (Wasserburg am Inn)
Das Dorf Weikertsham ist ein Gemeindeteil der Stadt Wasserburg am Inn im oberbayerischen Landkreis Rosenheim mit dem Schloss Weikertsham aus dem 16. Jahrhundert.

## Geografie
Weikertsham befindet sich etwa einen Kilometer südöstlich des Ortszentrums von Wasserburg auf einer Höhe von 483 m ü. NHN.

## Geschichte

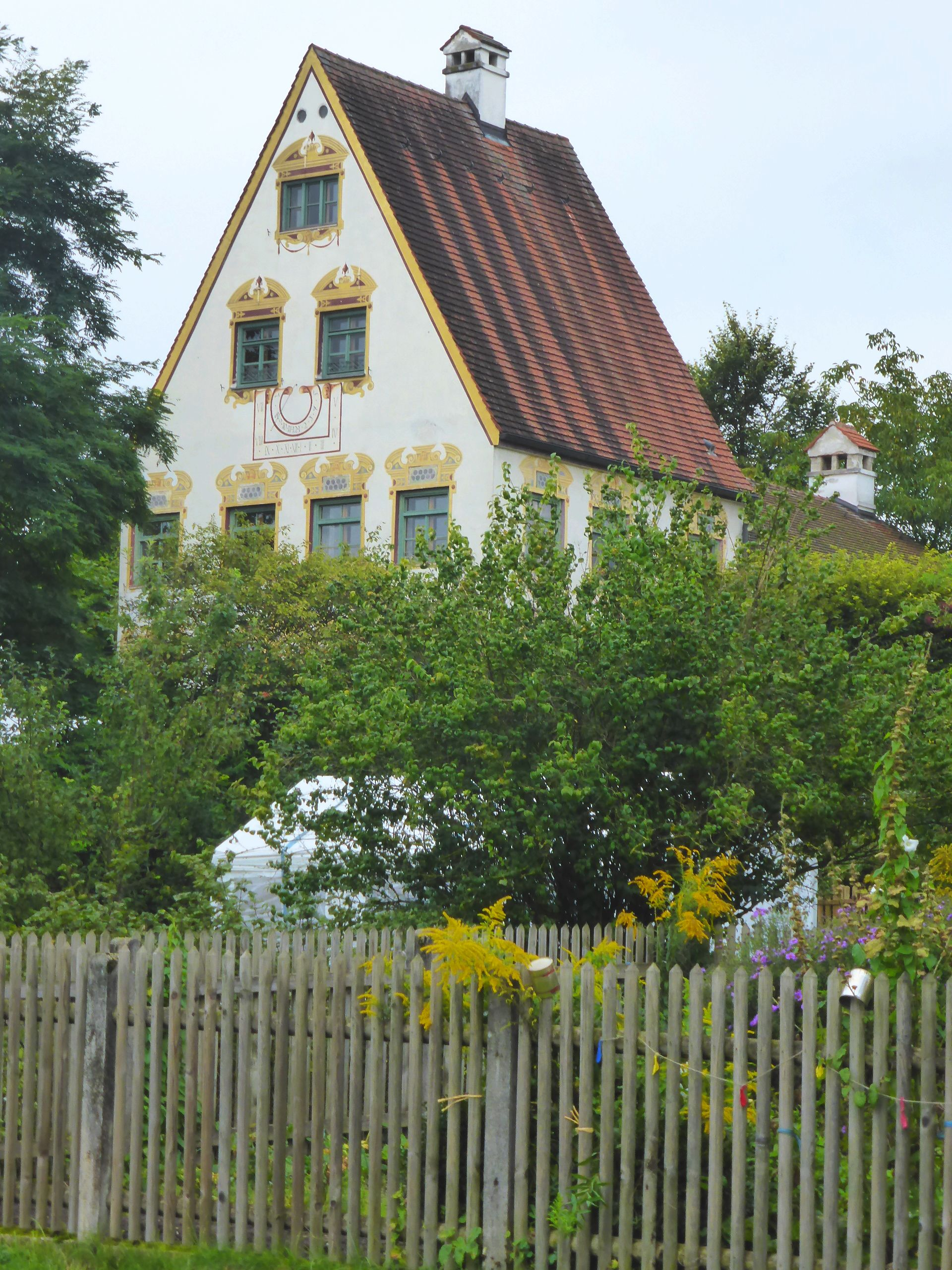
Schloss Weikertsham

Das Hofmarksschloss Weikertsham wurde Mitte des 16. Jahrhunderts von der Wasserburger Patrizierfamilie Pallinger errichtet, die es bis 1614 besaß. Zu Beginn des 17. Jahrhunderts wurde es mit einer Fassadenmalerei (vermutlich von der Malerfamilie Pittenharter) versehen.
Durch die Verwaltungsreformen zu Beginn des 19. Jahrhunderts im Königreich Bayern wurde der Ort ein Bestandteil der Landgemeinde Bachmehring, zu der auch die Gemeindeteile Berg, Dirneck, Kircheiselfing, Langwied, Langwiederberg und Straß gehörten. Im Zuge der kommunalen Gebietsreform in Bayern wurde Weikertsham im Jahr 1971 zusammen mit der gesamten Gemeinde Bachmehring in die Gemeinde Eiselfing eingegliedert. Am 1. Mai 1978 wurde der Ort  nach Wasserburg umgemeindet. Ende der 1980er Jahre zählte Weikertsham 47 Einwohner.

## Verkehr
Die Anbindung an das öffentliche Straßennetz wird durch mehrere Gemeindestraßen hergestellt, eine davon führt über die Straße Am Aussichtsturm in westlicher Richtung zu der etwa einen halben Kilometer entfernten St 2092, eine weitere führt über die Salzburger Straße nordwärts ebenfalls zur St 2092.